# 天主教克拉特乌斯教区
天主教克拉特烏斯教區（拉丁語：Dioecesis Crateopolitana）是羅馬天主教在巴西的一個教區，屬福塔萊薩總教區。
教區成立於1963年9月28日，包括塞阿拉州西部十三市。2006年有教友336,317人，佔轄區總人口91.6%。教區下轄十一個堂區，有廿一名司鐸。現任教區主教為艾爾頓·梅內古齊。